# لنیکس (کالیفرنیا)
لنیکس (به انگلیسی: Lennox) یک منطقهٔ مسکونی در ایالات متحده آمریکا است که در شهرستان لس‌آنجلس، کالیفرنیا واقع شده‌است. لنیکس ۲٫۸۳۲ کیلومتر مربع مساحت و ۲۲٬۷۵۳ نفر جمعیت دارد و ۲۲ متر بالاتر از سطح دریا قرار دارد.